# Han Andi
Han Andi (chinesisch 漢安帝, Pinyin Hàn Āndì, W.-G. Han An-ti; * 94; † 125) war ein Kaiser von China in der Han-Dynastie und der sechste Kaiser der östlichen Han-Periode. Er führte den Kaisertitel von 106 bis 125. Er war der Enkel von Kaiser Zhang und über seinen Vater Liu Qing, der Prinz von Qinghe war, ein Neffe von Kaiser He. Für den minderjährigen Kaiser übernahm die Kaiserin Deng Sui die Regentschaft.

Während der Regierungszeit Han Andis mussten die von seinen beiden Vorgängern eroberten westlichen Vorposten im Jahre 107 wieder aufgegeben werden. Ebenfalls im Jahre 107 brachen im östlichen Teil von Gansu Unruhen aus, die sich bis 117 hinzogen und dazu führten, dass die Zentralregierung die Kontrolle über den Nordwesten des Kaiserreichs zeitweilig verlor.
Kaiserin Deng Sui starb 121, sodass Kaiser Han im Alter von 28 Jahren an die Macht kam. Aufgrund von Verleumdungen gegen Deng Sui entfernte Han Andi kurz nach seiner Machtübernahme alle Verwandten der verstorbenen Kaiserin aus ihren Ämtern und zwang zahlreiche Familienmitglieder, Suizid zu begehen.
Während seiner Herrschaft kümmerte sich Han Andi kaum um Regierungsgeschäfte, die er vor allem seinen Eunuchen und der Familie seiner Frau überließ, sondern genoss das Luxusleben und gab sich dem Alkohol hin. Im Alter von 31 Jahren starb er während einer Reise.